# 迈阿密热带队
迈阿密热带队（Miami Tropics）是 美国篮球协会球队，从2006年起在佛罗里达州的迈阿密参加比赛。球队的拥有者是帝王机构集团(Imperiali Organization)，这家集团同时也是棕榈滩帝王队的拥有者。